# Kaitlin Sandeno
Kaitlin Shea Sandeno, född 13 mars 1983 i Mission Viejo i Kalifornien, är en amerikansk simmare.
Sandeno blev olympisk guldmedaljör på 4 × 200 meter frisim vid sommarspelen 2004 i Aten.